# Serviciile Comerciale Române
Serviciile Comerciale Române (S.C.R.) este un grup de companii din România deținut de omul de afaceri Ștefan Vuza.
Din grup fac parte companiile: Sinterom Cluj-Napoca, Contactoare Buzău, Chimcomplex Borzești, Iașitex Iași, Uzuc Ploiești, Nova Textile Bumbac Pitești, Caromet Caransebeș, Someș Dej, Aisa Invest Cluj-Napoca și Inav București.
De asemenea, Grupul S.C.R mai cuprinde societațile A1 Impex SRL, A2 Impex SRL și A4 Impex SRL, prin intermediul cărora deține unele dintre companiile menționate.
Grupul Serviciile Comerciale Române este structurat în 6 divizii industriale: Utilaje Speciale, Construcții de Mașini și Aparataj, Textilă, Chimică, Hârtie și Aeronautică.

## Istoric
- S.C. Serviciile Comerciale Române S.R.L. s-a înființat în 1993, cu sediul în Piatra Neamț, având ca obiect de activitate principal comerțul[6].
- În aprilie 1998 se înființează “Agenția de Investiții Servicii și Afaceri”, respectiv S.C. Aisa Invest S.R.L.[6] societate care administrează Grupul în prezent
- În aprilie 1999 se achiziționează pachetul majoritar de acțiuni al Societății Contactoare Buzău[7].
- În decembrie 1999 se achiziționează pachetul de acțiuni al Societății Sinterom Cluj-Napoca[8].
- În august 2000 se înființează A1 Impex S.R.L.[8] Cluj Napoca, având ca principal obiect de activitate comerț cu piese și accesorii auto.
- În 2002 Grupul S.C.R., prin A1 Impex S.R.L. achiziționează pachetul majoritar de acțiuni aparținând societății Uzuc Ploiești[9].
- În  mai 2003, în Grupul S.C.R. intră un nou membru, prin achiziționarea pachetului de acțiuni majoritar al S.C. Iașitex Iași[10].
- În iunie 2003 are loc achiziționarea pachetului majoritar de acțiuni al S.C. Chimcomplex Borzești[11], unul dintre cei mai mari jucători din România de pe piața produselor chimice.
- În iunie 2004 are loc achiziționarea pachetului majoritar de acțiuni al S.C. Caromet Caransebeș[12], producător de construcții metalice și boghiuri pentru locomotive.
- În  iulie 2004 se cumpără activele S.C. Novatex S.A. Pitești[13], înființându-se o nouă firmă, S.C. Nova Textile Bumbac Pitești, societate ce are ca obiect de activitate producerea de țesături din bumbac și tip bumbac;
- La 19 iulie 2004 are loc achiziționarea pachetului majoritar de acțiuni al S.C. Someș Dej[14], cel mai important producător de celuloză și hârtie din România.
- În 2007 se achiziționează pachetul majoritar de acțiuni al S.C. Inav București[15], institut de cercetare-dezvoltare în domeniul științelor naturale și ingineriei, având ca specializare  principală cercetarea în domeniul aerospațial.
- În data de 19 octombrie 2010 a fost semnat Memorandumul de Înțelegere între S.C. Someș Dej și Avic International Holding Corporation din China. Memorandumul prevede investiții de aproximativ 500 milioane euro atât în retehnologizarea fabricii de celuloză și hârtie din Dej, cât și în mărirea capacităților de producție a acesteia. Este cel mai important parteneriat public-privat din România, după cel încheiat în 2007 de Rompetrol și KazMunaiGas[16].
- În iulie 2011 Ministerul de Externe al Chinei a desemnat o nouă companie care va continua parteneriatul cu S.C. Someș Dej. China Paper cel mai mare producător de hârtie din China, conform www.listedcompany.com  va investi 350 de milioane de euro în combinatul de celuloză și hârtie Someș Dej[17].

## Componență
Uzuc Ploiești:
Întemeiată în anul 1904, compania este unul din principalii fabricanți de utilaje sub presiune pentru rafinării, industria chimică, petrochimică, energetică și centrale electrice. Pe parcursul ultimilor 50 de ani, societatea a fabricat utilaj sub presiune folosind diferite calități de material, cum ar fi: oțel carbon, aliaje cr-mo, oțel inoxidabil, oțeluri rezistente la temperaturi înalte, oțeluri aliate placate
Chimcomplex Borzești:
Înființată în anul 1954 (Combinatul Chimic Borzesti), compania este unul din principalii jucători pe piața produselor anorganice din sud-estul Europei. Principalele grupe de produse fabricate sunt: produse clorosodice, solvenți organici, cloruri anorganice, intermediari de sinteză, alchilamine, produse de uz fitosanitar (pesticide), gaze comprimate.
Someș Dej:
Înființată în 1963, societatea are ca obiect de activitate producerea și comercializarea de hârtie kraft albită și naturală și hârtie pentru scris și tipărit.
Caromet Caransebeș:
Înființată în anul 1969, societatea are ca obiect de activitate fabricarea de construcții metalice, confecții metalice pentru cazane cu combustibil solid, ansamble sudate, echipamente hidromecanice, echipament energetic pentru termocentrale, boghiuri pentru locomotive și piese de schimb, material rulant, boghiuri pentru tramvaie, metrou și vagoane, microturbine și produse hidraulice.
Iașitex Iași:
Întemeiată în anul 1904, societatea a devenit cel mai mare distribuitor de textile pentru gigantul suedez IKEA, fiind specializată în producerea și comercializarea de fire, țesături și confecții textile, realizate din bumbac 100% sau în diferite amestecuri procentuale de bumbac cu alte fibre sintetice, având destinații diverse ce acoperă o paletă largă de utilizări.
Nova Textile Bumbac Pitești:
Companie integrată din punct de vedere al producției, având în componența o filatură, o țesatorie, finisaj și o secție de confecții, Nova Textile Bumbac oferă o gamă variată de produse: de la confecționarea de cămăși, la cea de echipamente de protecție; de la îmbrăcăminte exterioară, la articole casnice, precum și pentru utilizarea în alte industrii.
Sinterom Cluj-Napoca:
Înființată în anul 1936, SINTEROM Cluj-Napoca a intrat în componenta Grupului S.C.R în anul 2000. Gama de producție a companiei cuprinde bujii auto, piese sinterizate, piese ceramice, sârme, magneți, produsele de bază fiind cele destinate industriei auto, mare parte din aceste produse fiind destinate industriei de automobile.
Contactoare Buzău:
Înființată în anul 1975, societatea are ca obiect de activitate producția de echipament electric de joasă tensiune, transformatoare monofazate și trifazate, echipamente pentru branșamente electrice (pentru societatea națională de distribuție energie electrică), produse ale industriei electrotehnice, corpuri de iluminat interior și exterior, blocuri de măsură și protecție monofazate și trifazate, tablouri de distribuție de apartament, întrerupătoare specializate, precum și bunuri de larg consum.
Inav București:
Înființat în anul 1950, Inav București este un institut de cercetare-dezvoltare în domeniul științelor naturale și energiei, dezvoltând cercetări teoretice și aplicative în domenii majore de interes precum: producerea de energie verde (centrale eoliene, celule fotovoltaice), securitate (supraveghere și recunoaștere aeriană), materiale speciale (materiale compozite, nano-materiale), mediu și protecția mediului.
Aisa Invest:
Înființată în anul 1998, Agenția de Investiții Servicii și Afaceri are ca principal profil de activitate servicii comerciale. Domeniile supuse analizei echipei Aisa Invest sunt: domeniul comercial, economic, resurse umane, producție, tehnic, managementul de proiecte, etc.